# Lekkoatletyka na Letnich Igrzyskach Olimpijskich 2016 – trójskok mężczyzn
Trójskok mężczyzn – jedna z konkurencji lekkoatletycznych rozgrywanych podczas igrzysk olimpijskich w Rio de Janeiro. Zawody odbyły się 15 i 16 sierpnia 2016 roku.
Obrońcą złotego medalu olimpijskiego z 2012 roku był Christian Taylor ze Stanów Zjednoczonych.
W zawodach wzięło udział 48 zawodników z 34 krajów.

## Terminarz
Wszystkie godziny podane są w czasie brazylijskim (UTC-03:00) oraz polskim (CEST).
| Data             | Godzina rozpoczęcia | Godzina rozpoczęcia |            |
| Data             | UTC-03:00           | CEST                |            |
| ---------------- | ------------------- | ------------------- | ---------- |
| 15 sierpnia 2016 | 09:30               | 14:30               | Eliminacje |
| 16 sierpnia 2016 | 09:50               | 14:50               | Finał      |

## Rekordy
Tabela uwzględnia rekordy uzyskane przed rozpoczęciem rywalizacji.
|                                | Zawodniczka      | Wynik   | Miejsce  | Data                 |
| ------------------------------ | ---------------- | ------- | -------- | -------------------- |
| Rekord świata                  | Jonathan Edwards | 18,29 m | Göteborg | 7 sierpnia 1995(dts) |
| Rekord olimpijski              | Kenny Harrison   | 18,09 m | Atlanta  | 27 lipca 1996(dts)   |
| Najlepszy wynik w sezonie 2016 | Christian Taylor | 17,78 m | Londyn   | 22 lipca 2016(dts)   |

## Wyniki

### Runda eliminacyjna
Zawodnicy rywalizowali w dwóch grupach: A i B. Norma kwalifikacyjna do finału wynosiła 16,95 m(Q). Do finału kwalifikowało się 12 zawodników z najlepszym wynikiem (q).
| Pozycja | Grupa | Zawodniczka            | Reprezentacja                        | #1    | #2    | #3    | Rezultat | Uwagi |
| ------- | ----- | ---------------------- | ------------------------------------ | ----- | ----- | ----- | -------- | ----- |
| 1       | B     | Christian Taylor       | Stany Zjednoczone                    | 17,24 |       |       | 17,24    | Q     |
| 2       | A     | Dong Bin               | Chiny                                | 17,10 |       |       | 17,10    | Q     |
| 3       | A     | Will Claye             | Stany Zjednoczone                    | 16,43 | 16,76 | 17,05 | 17,05    | Q     |
| 4       | B     | Nelson Évora           | Portugalia                           | 16,48 | 16,72 | 16,99 | 16,99    | Q,    |
| 5       | A     | Cao Shuo               | Chiny                                | 16,97 |       |       | 16,97    | Q     |
| 6       | A     | Troy Doris             | Gujana                               | 16,54 | 16,58 | 16,81 | 16,81    | q     |
| 7       | B     | Karol Hoffmann         | Polska                               | 16,79 | 16,75 | x     | 16,79    | q     |
| 8       | B     | Jhon Murillo           | Kolumbia                             | 16,78 | 16,58 | x     | 16,78    | q     |
| 9       | A     | Benjamin Compaoré      | Francja                              | 16,34 | 16,57 | 16,72 | 16,72    | q     |
| 10      | A     | Alberto Álvarez        | Meksyk                               | 16,50 | 16,67 | 16,60 | 16,67    | q     |
| 11      | B     | Xu Xiaolong            | Chiny                                | x     | 16,35 | 16,65 | 16,65    | q,    |
| 12      | B     | Lázaro Martínez        | Kuba                                 | 16,38 | x     | 16,61 | 16,61    | q     |
| 13      | B     | Harold Correa          | Francja                              | 16,31 | 16,60 | 16,55 | 16,60    |       |
| 14      | A     | Ernesto Revé           | Kuba                                 | 16,13 | 16,16 | 16,58 | 16,58    |       |
| 15      | A     | Max Heß                | Niemcy                               | 13,88 | x     | 16,56 | 16,56    |       |
| 16      | B     | Chris Benard           | Stany Zjednoczone                    | x     | 16,44 | 16,55 | 16,55    |       |
| 17      | A     | Fabrizio Donato        | Włochy                               | 16,54 | x     | x     | 16,54    |       |
| 18      | A     | Leevan Sands           | Bahamy                               | 16,47 | x     | 16,53 | 16,53    |       |
| 19      | B     | Dzmitryj Płatnicki     | Białoruś                             | x     | 16,48 | 16,52 | 16,52    |       |
| 20      | A     | Maksim Niasciarenka    | Białoruś                             | 16,12 | 16,39 | 16,52 | 16,52    |       |
| 21      | B     | Godfrey Khotso Mokoena | Południowa Afryka                    | 15,13 | 16,51 | 16,44 | 16,51    |       |
| 22      | A     | Fabian Florant         | Holandia                             | 16,51 | x     | x     | 16,51    |       |
| 23      | B     | Tosin Oke              | Nigeria                              | x     | 16,45 | 16,47 | 16,47    |       |
| 24      | B     | Mamadou Cherif Dia     | Mali                                 | x     | 16,45 | 16,19 | 16,45    | SB    |
| 25      | A     | Nazim Babayev          | Azerbejdżan                          | x     | 16,38 | 15,60 | 16,38    |       |
| 26      | A     | Rumen Dimitrow         | Bułgaria                             | 16,23 | x     | 16,36 | 16,36    |       |
| 27      | B     | Kim Deok-hyeon         | Korea Południowa                     | x     | 16,13 | 16,36 | 16,36    |       |
| 28      | B     | Jonathan Drack         | Mauritius                            | x     | x     | 16,21 | 16,21    |       |
| 29      | A     | Daigo Hasegawa         | Japonia                              | 16,17 | 15,93 | x     | 16,17    |       |
| 30      | B     | Renjith Maheśwary      | Indie                                | 15,80 | 16,13 | 15,99 | 16,13    |       |
| 31      | B     | Pablo Torrijos         | Hiszpania                            | 15,78 | 16,11 | 15,74 | 16,11    |       |
| 32      | A     | Olu Olamigoke          | Nigeria                              | 16,10 | 15,95 | 15,64 | 16,10    |       |
| 33      | A     | Clive Pullen           | Jamajka                              | x     | x     | 16,08 | 16,08    |       |
| 34      | B     | Fabrice Zango          | Mjanma                               | 15,99 | x     | x     | 15,99    |       |
| 35      | B     | Kohei Yamashita        | Japonia                              | 15,71 | 15,46 | 15,66 | 15,71    |       |
| 36      | A     | Lewon Aghasjan         | Armenia                              | x     | 15,54 | x     | 15,54    |       |
| 37      | B     | Arciom Bandarenka      | Białoruś                             | 15,43 | x     | x     | 15,43    |       |
| 38      | B     | Vladimir Letnicov      | Mołdawia                             | x     | 15,29 | x     | 15,29    |       |
| 39      | B     | Georgi Conow           | Bułgaria                             | x     | x     | 15,20 | 15,20    |       |
| –       | B     | Latario Collie-Minns   | Bahamy                               | x     | x     | x     | NM       |       |
| –       | A     | Yordanis Durañona      | Dominika                             | x     | x     | x     | NM       |       |
| –       | A     | Muhammad Halim         | Wyspy Dziewicze Stanów Zjednoczonych | x     | x     | x     | NM       |       |
| –       | B     | Ruslan Korbanov        | Uzbekistan                           | x     | x     | x     | NM       |       |
| –       | A     | Marian Oprea           | Rumunia                              | x     | x     | x     | NM       |       |
| –       | B     | Şeref Osmanoğlu        | Turcja                               | x     | x     | x     | NM       |       |
| –       | A     | Lasza Torghwaidze      | Gruzja                               | x     | x     | x     | NM       |       |
| –       | A     | Roman Walijew          | Kazachstan                           | x     | x     | x     | NM       |       |
| –       | A     | Pedro Pablo Pichardo   | Kuba                                 |       |       |       | DNS      |       |

### Finał
| Pozycja | Zawodniczka       | Reprezentacja     | #1    | #2    | #3    | #4    | #5    | #6    | Rezultat | Uwagi |
| ------- | ----------------- | ----------------- | ----- | ----- | ----- | ----- | ----- | ----- | -------- | ----- |
| 1. !    | Christian Taylor  | Stany Zjednoczone | 17,86 | 17,77 | x     | 17,77 | x     | x     | 17,86    | SB    |
| 2. !    | Will Claye        | Stany Zjednoczone | 17,76 | x     | x     | 17,61 | x     | 17,55 | 17,76    | PB    |
| 3. !    | Dong Bin          | Chiny             | 17,58 | x     | x     | –     | –     | –     | 17,58    | PB    |
| 4       | Cao Shuo          | Chiny             | 16,78 | x     | 16,89 | x     | 17,13 | 15,27 | 17,13    | SB    |
| 5       | Jhon Murillo      | Kolumbia          | x     | 17,09 | 16,43 | 16,79 | 16,66 | x     | 17,09    | NR    |
| 6       | Nelson Évora      | Portugalia        | 16,90 | 16,93 | 17,03 | x     | x     | x     | 17,03    | SB    |
| 7       | Troy Doris        | Gujana            | 16,88 | x     | 16,63 | x     | 16,90 | x     | 16,90    |       |
| 8       | Lázaro Martínez   | Kuba              | 16,68 | x     | x     | 15,89 | –     | 15,23 | 16,68    |       |
| 9       | Alberto Álvarez   | Meksyk            | 16,26 | 16,56 | 16,47 | NQ    | NQ    | NQ    | 16,56    |       |
| 10      | Benjamin Compaoré | Francja           | 15,53 | 16,54 | 16,47 | NQ    | NQ    | NQ    | 16,54    |       |
| 11      | Xu Xiaolong       | Chiny             | 16,41 | x     | 16,29 | NQ    | NQ    | NQ    | 16,41    |       |
| 12      | Karol Hoffmann    | Polska            | 16,31 | x     | x     | NQ    | NQ    | NQ    | 16,31    |       |

Źródło: Rio 2016